# Washington (hrabstwo Rusk)
Washington – miasto w Stanach Zjednoczonych, w stanie Wisconsin, w hrabstwie Rusk.